# Mekar Ayu
Mekar Ayu is een bestuurslaag in het regentschap Bener Meriah van de provincie Atjeh, Indonesië. Mekar Ayu telt 938 inwoners (volkstelling 2010).